# Heidi Solberg Tveitan
Pour les articles homonymes, voir Tveitan.
Heidi Solberg Tveitan, plus connue sous son nom de scène Ihriel, née le 31 mai 1972, est une musicienne norvégienne. Elle fait partie du groupe Peccatum aux côtés de son mari Ihsahn (de son vrai nom Vegard Sverre Tveitan) où elle occupe le poste de chanteuse, claviériste et écrit la plupart des textes. Elle possède également son propre projet solo : Star of Ash. En 2007, elle collabore de nouveau avec Ihsahn dans le projet folk Hardingrock.
Avec son mari, elle dirige le label Mnemosyne Productions. Elle est la sœur aînée d'Einar Solberg, chanteur claviériste du groupe Leprous.

## Discographie

### Peccatum
- Strangling From Within (1999)
- Oh, My Regrets (EP) (2000)
- Amor Fati (2001)
- Lost In Reverie (2004)
- The Moribund People (EP) (2005)

### Star of Ash
- Iter.Viator (2001)

### Hardingrock
- Grimen - (2007)